# The Lonely Island
The Lonely Island est un trio comique américain, formé en 2001 par Akiva Schaffer, Andy Samberg et Jorma Taccone à Berkeley, en Californie. Le trio se forme à la Berkeley High School. Après leurs études, les membres se regroupent et emménagent à Los Angeles, Californie, où ils ne peuvent trouver du travail et tournent dans des films, mêlant comédie absurde et occasionnellement la musique. Leur popularité sur l'écran mène à des contrats infructueux avec Fox et Comedy Central. Le groupe est engagé en 2005 au Saturday Night Live, tous les trois comme scénaristes.

## Biographie

### Formation et débuts (1990–2004)
The Lonely Island est formé au lycée de Berkeley, en Californie, au début des années 1990. Schaffer et Taccone se rencontrent en classe d'espagnol, et le duo rencontre ensuite Samberg, un an plus tard. Le trio appartenait à un collectif spécialisé dans les blagues et le skateboard. Par la suite, les trois se séparent pour étudier dans deux universités différentes. Taccone étudie à l'Université de Los Angeles pour y prendre des cours de théâtre, tandis que Schaffer et Samberg étudient à l'Université de Santa Cruz pour y prendre des cours sur le cinéma. Samberg est ensuite transféré à la Tisch School of the Arts de l'Université de New York la même année. Le trio se réunit à Berkeley afin de décider de leur avenir. Deux options s'offrent à eux — rester à Berkeley et réaliser des courts-métrages ou emménager à Los Angeles, « trouver du travail » et finalement réaliser des films.
En septembre 2000, ils emménagent à Los Angeles et lancent leur site web, sur lequel sont publiés des courts-métrages. Ils se nomment The Lonely Island, d'après leur « modeste » appartement à L.A. qu'ils partageaient,. Leur colocataire était musicien, et le trio composait avec lui des chansons de rap comiques, qu'ils finiront par mettre en ligne. Leurs vidéos sont éditées par un simple PowerMac et sont publiées sur des sites web comme iFilm et Heavy.com, leur première chanson de « faux rap » Ka-Blamo! ayant été mise en ligne en septembre 2001. Ils publient leur travaux sous licence Creative Commons, ce qui permettait à n'importe qui d'importer leur contenu (comme sur des blogs et réseaux de partage), sans doute dans le but d'élargir leur public. En décembre 2001, ils produisent un épisode pilote pour une série télévisée appelée The Lonely Island ; le premier épisode, White Power!, montre le trio devenu accros aux produits buccaux.
Le trio, incapable de garder un travail à plein temps, se consacre à du travail par intérim ; pendant une saison, ils travaillent pour les employés de la Fox Television pendant la période estivale. Finalement, Schaffer travaille comme assistant dans une société de posters pour films, tandis que Taccone et Samberg deviennent assistants de production sur Spin City. En 2003, ils produisent un second épisode pilote de la série Lonely Island ; le court-métrage est diffusé au Comedy Central Stage de Los Angeles, qui se consacre aux nouveaux talents. La chaîne acquiert la série, mais aucun script n'avance. Ils s'impliquent dans le Super Midnight Movie Club, un club dirigé par Dan Harmon et Rob Schrab, de Channel 101, un festival de courts-métrages mensuel à but non lucratif. Leur première tentative, Ignition TV Buzz Countdown, ne dure que pendant deux épisodes. Leur seconde série sur Channel 101, The 'Bu, est une parodie de Newport Beach diffusée sur la chaîne FOX, et dure huit épisodes.

### Succès auSaturday Night Live(2005–2008)
Après le succès de The 'Bu, The Lonely Island rencontre le président de la Fox, Gail Berman ; le trio montre aux exécutifs de la chaîne leur vidéo Just 2 Guys, qui sera bien accueilli. Une fois la signature faite avec la Fox, ils produisent un épisode pilote intitulé Awesometown, que la chaîne diffusera. MTV et Comedy Central diffuseront également la série. Par la suite, le trio tente d'adapter sa série pour un public plus large. Ils mettent alors en ligne deux versions de l'épisode pilote sur leur site web, une version éditée par la Fox, et un director's cut (sans retouche). Leur popularisation au sein de la scène comique de Los Angeles les amène aux MTV Movie Awards de 2005, à l'époque présenté par Jimmy Fallon. Grâce au bouche-à-oreilles au SNL, entre notamment Tina Fey et Lorne Michaels, le trio passe une audition en 2005. SNL les engage à la fin d'août ; Taccone et Schaffer en tant que scénaristes, et Samberg en tant qu'acteur. Le premier épisode est diffusé en octobre 2005.
Schaffer et Taccone s'attèlent au scénario pendant près de trois mois, à l'époque durant ils n'ont à peine joué que deux sketches. À Thanksgiving, le duo, impatient, décide de produire une parodie du titre The Whisper Song des Ying Yang Twins sous le nom de The Bing Bong Brothers. La vidéo devient virale, et est sélectionnée à l'émission Attack of the Show. Encouragé par cet accueil, le trio utilise la même méthode pour ses futurs projets au SNL. Leur sketch qui suit, Lettuce Heads, montre Samberg et Will Forte en pleine discussion devant une assiette de salade,. Leur deuxième vidéo est similaire à la première. En décembre, le trio, aux côtés de Chris Parnell, écrit et enregistre Lazy Sunday, une brève chanson de rap. Samberg et Parnell jouent les rappeurs hardcore ; la chanson suit leur « quête ultime », jouer dans le film Le Monde de Narnia : Le Lion, la Sorcière blanche et l'Armoire magique. La chanson est enregistrée sur un ordinateur portable dans leur bureau au SNL, et le clip est tourné à Manhattan le lendemain,.
Lazy Sunday est diffusée le 17 décembre 2005. Le lendemain, la chanson est mise en ligne sur Internet. Schaffer et Taccone sont également contactés par des amis qui ont entendu leur chanson dans un bar ou à la radio. Lazy Sunday inspire la création d'une marque de t-shirts, commercialisée pendant le pic de popularité de la chanson. Devenue l'une des premières vidéos virales sur YouTube, la notoriété du groupe s'accroit considérablement. Leur succès, d'après le magazine New York, « a forcé la NBC à entrer dans l'ère du iPod » ; le clip est mis en ligne au iTunes Music Store, et gratuitement téléchargeable pour les inscrits. Après sa gloire au SNL, Samberg devient une célébrité, qui apparaît en couverture de nombreux tabloïds. Leur accueil par The New York Times amène le trio à un contrat musical et à la création de son propre programme télévisé : SNL Digital Shorts, qu'il contrôle totalement. En mars 2006, le trio produit son second hit viral, Natalie's Rap. Dans le sketch, l'actrice Natalie Portman joue le rôle d'une célébrité du gangsta rap. Portman devient la présentatrice du programme.

### Incredibadet succès viral continu (2008–2010)
En été 2008, le trio loue une maison à Los Angeles et se lance dans l'enregistrement de son premier album, Incredibad (2009), pendant trois mois. L'album contient de nouvelles chansons et de chansons existantes enregistrées pour SNL. Pour la première fois, le groupe incorpore un mixage et un mastering professionnel, améliorant ainsi la qualité sonore de leurs chansons. La première chanson qu'ils composent pour l'album s'intitule Jizz in My Pants, le single principal qui a également été utilisé au SNL Digital Short de décembre 2008. Il est écouté des milliers de fois, et certifié disque de platine par la Recording Industry Association of America.
Incredibad est publié en coffret CD/DVD en février 2009,. Le succès viral qui suit s'intitule I'm on a Boat, une collaboration avec T-Pain qui frôle l'excès du hip-hop. Le trio a fait la rencontre de T-Pain lorsqu'il a participé à un épisode du SNL auparavant, et qui a confirmé qu'il était fan de Hot Rod. I'm on a Boat réussit à faire mieux que ses prédécesseurs en étant certifié double disque de platine et nommé dans la catégorie de meilleure collaboration de rap/chant à la 52e édition des Grammy Awards,. N'étant pas un single officiel, Like a Boss est certifié disque d'or. Il compte près de 250 000 exemplaires vendus en 2009, ce qui en fait le huitième album de hip-hop le mieux vendu de l'année. Taccone part du SNL en 2010, mais revient néanmoins pour quelques productions aux Digital Shorts.

### Turtleneck and Chainet vidéos (2011)
Le groupe revient à Los Angeles et enregistre un nouvel album, Turtleneck and Chain (2011), une suite de Incredibad. Le 29 janvier 2011, le groupe se lance d'abord dans The Creep en featuring avec Nicki Minaj et avec une brève apparition du réalisateur John Waters, au SNL et sur YouTube. Le 15 mars 2011, Direct Current Music annonce le titre de l'album, Turtleneck and Chain, et sa date de publication pour le 10 mai 2011. Peu après la publication de l'album, le groupe utilise une nouvelle chanson, 3-Way (The Golden Rule), en featuring avec Justin Timberlake et Lady Gaga, pour la dernière version du SNL. Timberlake et Gaga étaient invités à l'émission.
Taccone et Samberg partent à la fin de la saison 2011-2012 de l'émission. À cette période, chaque membre se retire progressivement du SNL : Taccone pour un travail à la télévision, Schaffer à la réalisation (The Watch), et Samberg dans des premiers rôles pour des films. Le trio trouve difficilement du temps pour se réunir, les membres résidant dans différentes villes.

### The Wack Albumet dernières œuvres (depuis 2012)
Malgré ces obstacles, le trio se réunit fin 2012 afin d'enregistrer son troisième album pour le label Republic Records, intitulé The Wack Album (en l'honneur de titres comme The White Album). Plutôt que de retourner à Encino, le trio édite l'album à Los Feliz. Taccone et Samberg recommencent à vivre ensemble ; Schaffer, désormais père de famille, vient occasionnellement pour enregistrer et écrire.
Le single principal de l'album, YOLO  en featuring avec Adam Levine et Kendrick Lamar, est utilisé au SNL en janvier 2013. La chanson parodie la phrase you only live once (« on ne vit qu'une fois »). Il s'agit de leur premier retour au SNL depuis leurs départs respectifs,. Pour la promotion de l'album, le trio réalise des clips vidéo de chaque chanson tous les mercredis (Wack Wednesdays) jusqu'à sa publication. Les clips vidéo incluent les titres Diaper Money (un titre orienté trap qui parle de la vie d'adulte, de la vieillesse et de la mort naturelle), Semicolon (qui se moque de la popularité du hashtag rap), et Go Kindergarten avec la chanteuse Robyn,.
Début 2014, le groupe compose Everything Is Awesome, une chanson présentée dans le film La Grande Aventure Lego, avec Shawn Patterson, Joshua Bartholomew et Lisa Harriton. La chanson, chantée par Tegan and Sara, fait également participer The Lonely Island. La chanson est nommée pour l'Oscar de la meilleure chanson originale en 2015. Toujours en 2014, la troupe signe un contrat avec la Fox pour une série comique. La même année, les studios Universal produisent le second film du trio, co-produit par Judd Apatow. Schaffer et Taccone co-réalisent le film, Popstar : Célèbre à tout prix (Popstar: Never Stop Never Stopping), qui sort le 3 juin 2016 aux États-Unis.
En 2019, le groupe collabore de nouveau avec Beck et Robyn sur le titre Super Cool, chanson figurant sur la bande originale de La Grande Aventure Lego 2.

## Discographie
- 2009 : Incredibad
- 2011 : Turtleneck and Chain
- 2013 : The Wack Album
- 2016 : Popstar: Never Stop Never Stopping
- 2019 : The Unauthorized Bash Brother Experience

## Filmographie
| 2007 | Hot Rod                       | Oui | Oui | Oui | Oui |
| 2008 | Extreme Movie                 | Non | Non | Oui | Non |
| 2014 | Nos pires voisins             | Non | Non | Non | Oui |
| 2016 | Popstar : Célèbre à tout prix | Oui | Oui | Oui | Oui |